# Pedro Mata y Domínguez
Pedro Mata y Domínguez (Madrid, 17 de enero de 1875-Madrid, 27 de diciembre de 1946) fue un  escritor, periodista, novelista, dramaturgo y poeta español. Sus obras tuvieron un gran éxito y algunas fueron adaptadas al cine.

## Biografía

### Vida personal
Pedro Mata y Domínguez nació el 17 de enero de 1875 en Madrid, en una casa de la calle Cervantes, donde falleció el famoso escritor Miguel de Cervantes. Hijo de Alejandro Mata Tomás y de Elvira Domínguez Ubago, su abuelo paterno fue el médico, escritor y político Pedro Mata Fontanet.
El 23 de agosto de 1939 contrajo matrimonio con Paula Victoria Pérez. Él falleció el  27 de diciembre de 1946 en su Madrid natal sin descendencia.

### Carrera literaria
Trabajó como periodista para diversos periódicos y revistas que incluyeron El Español, El Nacional, El Diluvio, La Correspondencia de España y ABC.
Con su primera novela Ganarás el pan… obtuvo el primer Premio del Concurso de Novelistas del siglo XX de la revista La Ilustración Española (1902). Su novela más popular fue Corazones sin rumbo (1916), obra que se alzó con la palma del Círculo de Bellas Artes y contenía anécdotas reales del Madrid de entonces. Sus novelas, de un realismo naturalista, combinaban el romance y el drama con erotismo y fueron tan populares que Federico Carlos Sainz de Robles escribió: «Entre 1916 y 1936 no había otro escritor —ni Blasco Ibáñez— que alcanzase tiradas tan copiosas de cada una de sus novelas, muchas de las cuales fueron traducidas a varios idiomas». Incluso fueron adaptadas al cine. Pedro Mata también cosechó algunos éxitos modestos en el teatro y escribió poesía ya olvidada. Sus detractores criticaban su sentimentalismo, pero el afamado escritor les restaba importancia.

Creo en la juventud, en el amor, en el bien y, sobre todo, en la alegría de vivir.
Pedro Mata

La prolífica autora Corín Tellado reconocía haber leído sus obras.

### Novelas

#### Independientes
- Ganarás el pan… (1904)
- Ni amor ni arte (1907)
- Cuesta abajo (1908)
- La celada de Alonso Quijano (1909)
- En la boca del lobo (1910)
- El misterio de los ojos claros (1912)
- La catorce (1913)
- La condenación del P. Martin (2013)
- Los cigarrillos del Duque (1913)
- Corazones sin rumbo (1916)
- La paz del hogar (1916)
- El crimen de la calle de Ponzano (1917)
- La excesiva bondad (1917)
- Un grito en la noche: Novela de amor y de dolor (1918)
- Muñecos (1920)
- Un buen negocio (1920)
- Irresponsables: Historias trágicas al margen de la locura y del delito (1921)
- El hombre de la rosa blanca: Historia triste de una niña bien (1922)
- El momento difícil (1922)
- Lo que está de Dios (1922)
- Demasiado tarde (1923)
- Una aventura demasiado fácil (1923)
- El hombre que se reía del amor (1924)
- Un día de emociones (1924)
- Una ligereza (1927)
- La reconquista (1929)
- Chamberí (1930)
- El pájaro en la jaula (1930)
- Sinvergüenzas: Tragicomedias de la vida vulgar (1932)
- Una mujer a la medida: novela sexual (1933)
- Las personas decentes (1935)
- El número uno (1936)
- Una mujer (1939)
- La muchacha del Ideal Rosales (1940)
- El amor de cada uno (1943)
- Celosas (1945)
- El pecado fecundo (1947)

#### Serie Más allá del amor
1. Más allá del amor y de la vida (1926)
2. Más allá del amor y de la muerte (1927)

### Colecciones de novelas cortas
- El misterio de los ojos claros.
- Los cigarrillos del Duque.
- La celada de Alonso Quijano.

### Teatro
- En la boca del lobo: Drama en un acto (1910)
- La Goya: Drama en un acto (1910)
- Uno menos: Drama en un acto (1912)
- El infierno de aquí: Comedia en tres actos (1925)
- La vida es muy sencilla: Comedia en tres actos (1925)
- El nublado: Comedia en tres actos (1932)

### Poesía
- Para ella y para ellas: Versos de amor (1918)

## Adaptaciones cinematográficas
- El tonto de Lagartera (1927), dirigida por Agustín Carrasco.
- Corazones sin rumbo (1928), coproducción hispano-austriaca dirigida por Benito Perojo y Gustav Ucicky
- El hombre que se reía del amor (1933), dirigida por Benito Perojo.
- Un grito en la noche (1950), guion y dirección de Miguel Morayta
- La noche es nuestra (1952), dirigida por Fernando A. Rivero, basada en Irresponsables.[7]